# زاویز کوشچیلنه
زاویز کوشچیلنه (به لهستانی:  Zawidz Kościelny) یک روستا در لهستان است که در گمینا زاویز واقع شده‌است. زاویز کوشچیلنه ۹۰۰ نفر جمعیت دارد.